# Bibliothèque nationale du Vietnam
La bibliothèque nationale du Vietnam (vietnamien : Thư viện Quốc gia Việt Nam) est située dans le district de Hoan Kiem à Hanoï. Elle est la bibliothèque nationale du pays, relevant du ministère de la Culture, des Sports et du Tourisme du Vietnam.

## Historique
L'actuelle bibliothèque nationale est l'héritière de la Bibliothèque Centrale de l’Indochine, créée à la suite du décret du 29 novembre 1917 portant sur l'organisation des archives et des bibliothèques publiques.
Ce décret servait les intérêts du gouvernement colonial français. Le gouvernement colonial français pensait que la centralisation des archives et des bibliothèques sont un système qui permet de conserver les publications et la documentation gouvernementales et de diffuser les connaissances. C’est essentiel pour établir le contrôle, l’ordre et un État et une société coloniaux fonctionnels.
Après le rapport de Paul Boudet commandé par Pierre Pasquier, Albert Sarraut prend la décision de créer une direction des archives et des bibliothèques de l’Indochine, rattachée au gouvernement général et non à l’École française d'Extrême-Orient (EFEO). La bibliothèque centrale de l’Indochine et l’École française d’Extrême-Orient se situent à Hanoï, mais elles sont bien deux institutions distinctes.
Entre 1917 et 1919, l’administration coloniale française va définir les rôles, les responsabilités et les fonctions de la direction. Les principales institutions de la direction sont la Bibliothèque centrale de l’Indochine, les archives Centrales, la bibliographie de l’Indochine, le dépôt légal basé à Hanoi et les archives régionales et les bibliothèques de Saigon, Hué, Phnom Penh et Vientiane.
Le 19 septembre 1919, la bibliothèque est ouverte au public pour favoriser le travail des bibliothèques et des archives occidentales en Indochine française.
La centralisation de la gestion et des collections est hiérarchique. Au sommet, il y a Paul Boudet qui décide de la politique générale. Il tente une normalisation des procédures techniques des archives et des bibliothèques et il met en place officiellement le dépôt légal en 1922. Ensuite, il y a la Bibliothèque Centrale (Hanoi) qui reçoit les objets du dépôt légal, fonctionnant de facto comme bibliothèque et archives publiques de la région du Tonkin. Les autres bibliothèques publiques et archives régionales se trouvaient à Saigon en Cochinchine et à Hué située à Annam sous le protectorat français.
Le fonds documentaire original de la Bibliothèque centrale de l’Indochine comprenait quelques milliers de livres collectés dans le reste des bibliothèques. C’est après 1922 que le gouverneur général de la France en Indochine publie un décret chargeant la Bibliothèque centrale de l’Indochine de déposer des produits culturels. En conséquence, le fonds documentaire de la bibliothèque s’accroit rapidement.
Le 28 février 1935, la Bibliothèque national du Vietnam est rebaptisée Bibliothèque Pierre Pasquier.
La décolonisation des bibliothèques et des archives au Vietnam débute avec le coup d’État japonais de mars 1945 qui a mis fin à l’administration coloniale française et se termine en 1954 avec les accords de Genève après la guerre d’Indochine. 
Après la révolution d’Août, le décret du 20 octobre 1945 change le nom de la Bibliothèque Pierre Pasquier pour la Bibliothèque Nationale. Ensuite, le Département des archives documentaires et de la Bibliothèque nationale a été fusionné avec le Département des affaires académiques et a été rebaptisé Département des archives documentaires et de la bibliothèque nationale. En février 1947, la France reprend Hanoï et par le décret du 25 juillet 1947 du Haut-Commissariat français, les Archives et Bibliothèques d’Indochine sont rétablies. La bibliothèque prend le nom de Bibliothèque centrale de Hanoï. Le 28 janvier 1955, le vice-premier ministre Pham Van Dong signe le décret n° 446-TTg transférant la gestion de la Bibliothèque centrale sous la tutelle du ministère de l’Éducation au ministère de la propagande. Le 21 novembre 1958, le ministère de la Culture publie un décret qui sépare la Bibliothèque du Département de la culture populaire de la Bibliothèque nationale relevant du ministère. La Bibliothèque nationale du Vietnam est la principale bibliothèque du système des bibliothèques publiques et est sous la direction du ministère de la Culture, des sports et du Tourisme.